# Copa de la WE League
La Copa de la WE League (WEリーグカップ WE Rīgukappu?), es una competición de copa de liga oficial de fútbol femenino de Japón. En la cual participan los equipos de la WE League, máxima categoría profesional del fútbol japonés. Fue fundada en el año 2022, siendo ese mismo año su edición inaugural.

## Historia
Antes de la temporada inaugural de la WE League (2021-22), se disputó una competición de pretemporada con un formato similar al actual, si bien ese título era de carácter amistoso, se decidió que a partir de la siguiente temporada (2022-23) se jugaría como copa oficial anualmente. La primera copa se disputó entre agosto y octubre de 2022, el campeón fue Urawa Red Ladies y Nippon TV Tokyo Verdy Beleza fue subcampeón.

## Sistema de competición
Los doce clubes participantes de la WE League se dividen en dos grupos de seis equipos y disputan una sola ronda a partido único. Los que culminan en el primer lugar de cada grupo acceden a la final por el título.

## Historial
| Edición              | Campeón                    | Resultado             | Subcampeón                   | Sede de la final           | Fuente(s)            |
| Copa de la WE League | Copa de la WE League       | Copa de la WE League  | Copa de la WE League         | Copa de la WE League       | Copa de la WE League |
| -------------------- | -------------------------- | --------------------- | ---------------------------- | -------------------------- | -------------------- |
| 2022-23              | Urawa Red Diamonds Ladies  | 3 - 3 4 - 2 (penales) | Nippon TV Tokyo Verdy Beleza | Ajinomoto Field Nishigaoka | Reporte              |
| 2023-24              | Sanfrecce Hiroshima Regina | 0 - 0 4 - 2 (penales) | Albirex Niigata Ladies       | Estadio Todoroki Kawasaki  | Reporte              |
| 2024-25              | Sanfrecce Hiroshima Regina | 1 - 0                 | INAC Kobe Leonessa           | Estadio Olímpico de Tokio  | Reporte              |

## Palmarés
| Equipo                       | Títulos | Subcamp. | Años campeonatos | Años subcampeonatos |
| ---------------------------- | ------- | -------- | ---------------- | ------------------- |
| Sanfrecce Hiroshima Regina   | 2       | -        | 2023-24, 2024-25 | -                   |
| Urawa Red Diamonds Ladies    | 1       | -        | 2022-23          | -                   |
| Nippon TV Tokyo Verdy Beleza | -       | 1        | -                | 2022-23             |
| Albirex Niigata Ladies       | -       | 1        | -                | 2023-24             |
| INAC Kobe Leonessa           | -       | 1        | -                | 2024-25             |

## Goleadoras por edición
| Edición | Jugadora(s)     | Equipo(s)                  | Goles |
| ------- | --------------- | -------------------------- | ----- |
| 2022-23 | Riko Ueki       | NTV Tokyo Verdy Beleza     | 6     |
| 2023-24 | Ayaka Michigami | Albirex Niigata Ladies     | 4     |
| 2024-25 | Serika Takawa   | Cerezo Osaka Yanmar Ladies | 4     |

## Premios
El equipo campeón recibe 2 millones de yenes.